# 楠本端山

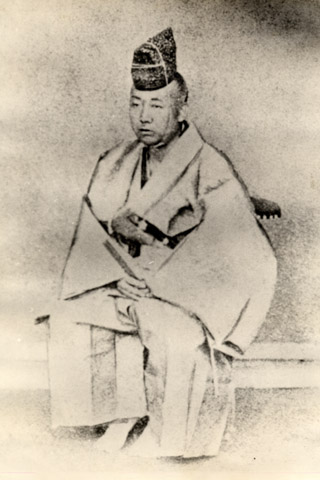
楠本端山

楠本 端山（くすもと たんざん、1828年2月29日（文政11年1月15日） - 1883年（明治16年）3月18日）は、江戸時代末期から明治時代にかけての儒学者。名は確蔵、のちに後覚、字は伯暁、端山と号した。弟は儒学者の楠本碩水。妻は近藤氏。弟とともに「西海の二程」と呼ばれた。

## 生涯
平戸藩の在郷藩士楠本忠次右衛門の長男として肥前国彼杵郡針尾島葉山（現長崎県佐世保市針尾中町）に生まれる。幼時より学問好きで村内に住む近藤新右衛門について論語や大学などの素読から始め、15歳の時に平戸の藩校維新館に留学した。
維新館で5年間学んだ後、平戸藩に出仕し計司局に勤める一方、九州各地に旅して広瀬淡窓・草場佩川などの当時既に名の上がった学者と交わる。やがて、藩で重きをなしていた学者の葉山凱軒に認められ、1851年（嘉永4年）に命により江戸に上り佐藤一斎や大橋訥庵に学んだ。
1853年（嘉永6年）に父の病気により平戸に帰ると、ただちに維新館教授に任ぜられたが、ほどなく藩校の教育内容の改革を巡り藩校内や藩上層部と対立したため、教授を辞し針尾へ帰郷した。約8年間を針尾島で過ごした後、藩主松浦詮からのたびたびの懇請により、再び平戸に出て侍講として藩主の教授をし、命により藩政にも参画し藩論を儒教を基とする尊王へと導いた。
1867年（慶応3年）に倒幕親征のため大阪に滞在中であった明治天皇に松浦詮が大学を進講した際、好評を得たことから、その教授である端山の名も全国に知られるようになった。維新後、平戸藩権大参事に就き、「猶興書院」を開き学制を改め、また税を軽くして民生の安定を図るなどの藩政改革に廃藩まであたった。この時期、西郷隆盛始め政府要人にもしばしば手紙をもって建言を行っている。
廃藩置県で平戸藩から平戸県、ついで長崎県と改まる中で、端山の意見が容れられなくなるようになり、また健康状態もすぐれなかったことから、1881年（明治14年）4月に官を辞して再び針尾島に帰った。翌1882年（明治15年）8月、その地に碩水とともに「鳳鳴書院」を開設して子弟らを教育した。そこへは令名が高い端山の教えを乞おうと全国から多数の門人が集まった。その門人の数は400名に登り、籠手田安定、宮崎八郎、沖禎介、菅沼貞風、菅沼周次郎などを輩出した。
漢学者の三島中洲は北宋期の儒者であった程顥と程頤の兄弟にたとえ、端山、碩水兄弟を「西海の二程」と賞している。
1883年3月18日、中風により死去した。享年56。

## 遺跡
- 旧宅は現在も佐世保市針尾中町にあり、旧宅南方にある儒教式の墓所と合わせ「楠本端山旧宅と楠本家墓地土墳群7基」として1968年（昭和43年）12月23日に長崎県史跡に指定されている[6] [7] [8]。